# Dosso Dossi

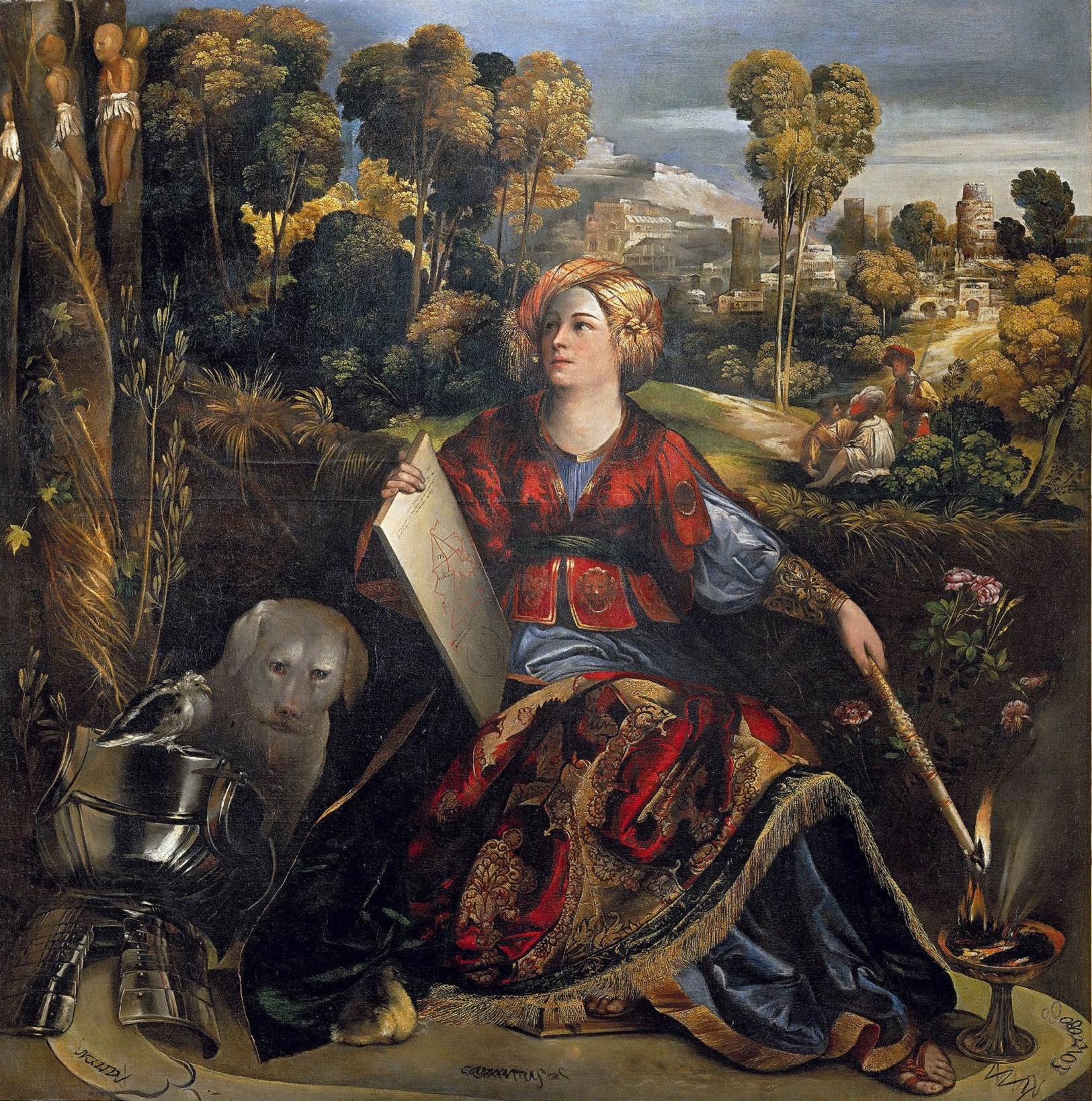
Circe of Melissa,

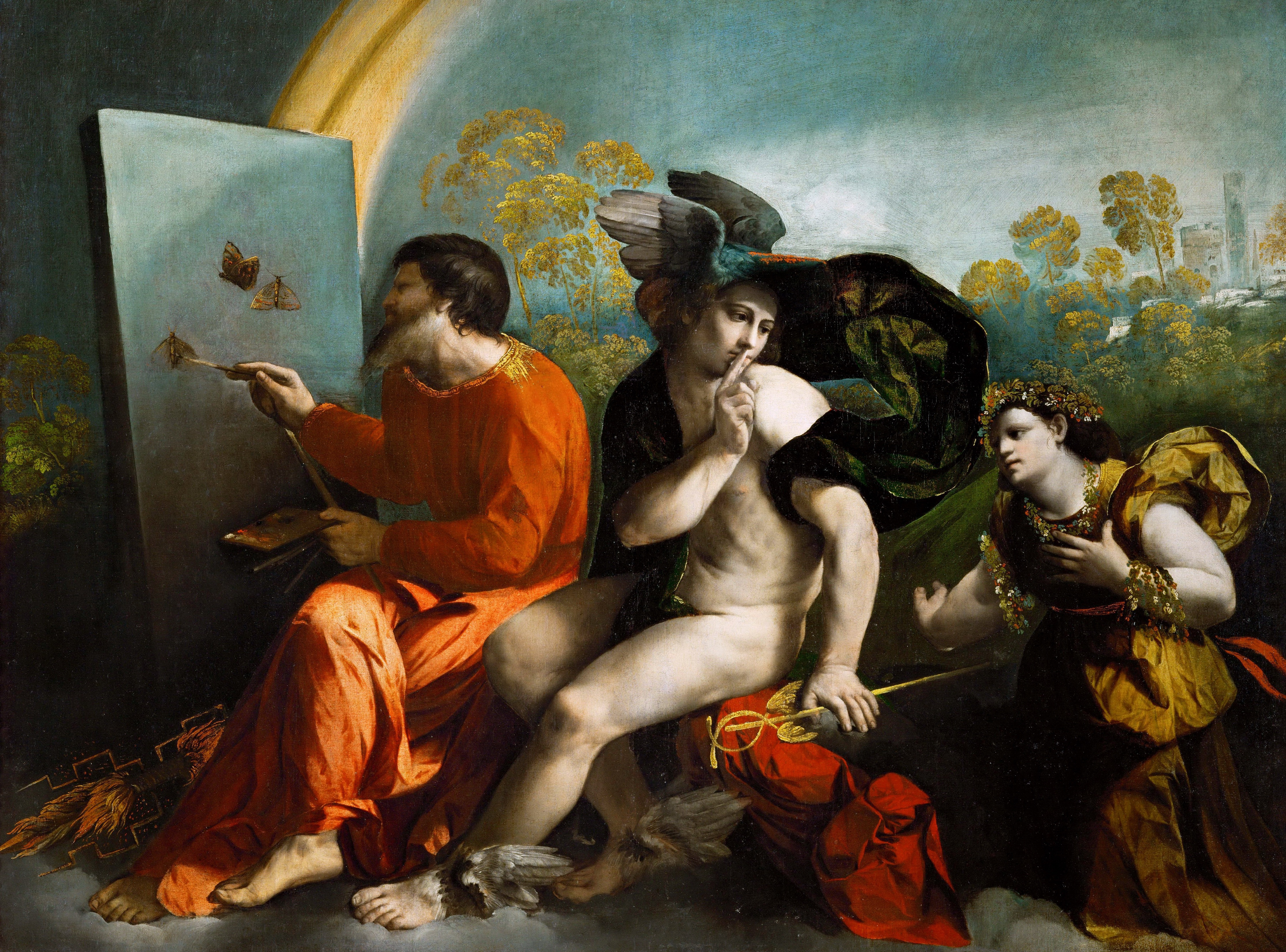
Jupiter en Mercurius

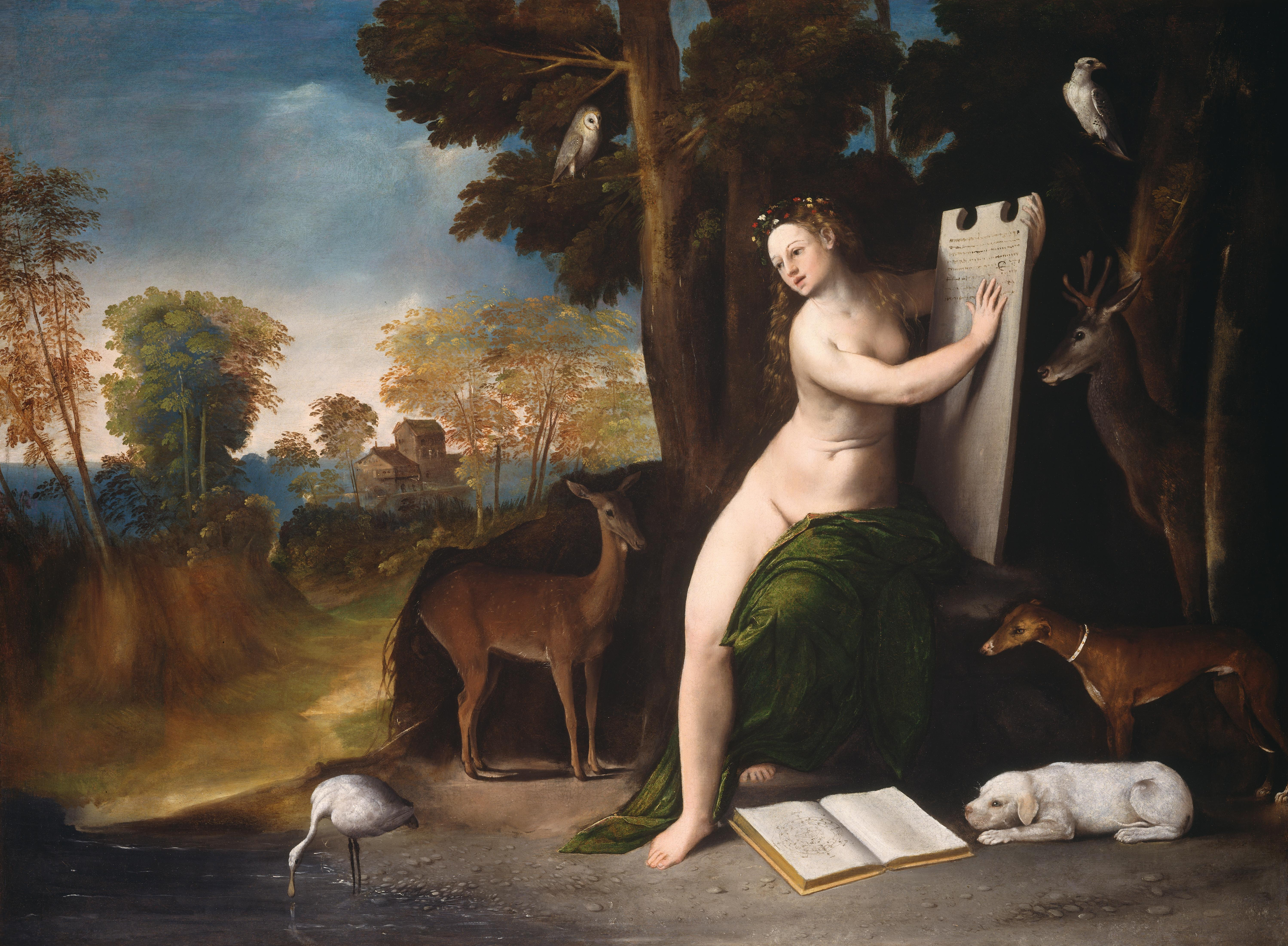
Circe en haar geliefden in een landschap,

Dosso Dossi (Ferrara, circa 1479 – aldaar, 1542) was een Italiaanse kunstschilder. Zijn echte naam was  Giovanni di Niccolò de Luteri. Hij komt uit de Ferrarese school. Zijn werken behoren tot de hoogrenaissance-schilderkunst.

## Biografie
Dosso Dossi genoot zijn opleiding in Ferrara en Mantua. Hij was ook al vroeg bekend met de Venetiaanse schildersschool. Hij werd beïnvloed door Titiaan, Giorgione en Rafaël en zou leerling geweest kunnen zijn van Lorenzo Costa. Naast eigen werken werkte hij ook vaak samen met zijn broer Battista, die een landschapsschilder was. Na 1514 creëerde Dosso Dossi voor de hertogelijke paleizen en de kerken van Ferrara vele decoratieve werken, waaronder beelden, fresco's en beeldverhalen voor tapijtwerk.

## Schilderstijl
Zijn landschappen en portretten tonen volgens kenners veel originaliteit en verbeelding. De schilder wordt in Orlando Furioso gemeld door zijn vriend Ariosto. Hij schilderde een reeks schilderijen gebaseerd op thema's uit het werk van Ariosto (Diana en de Nymf Calypso, Circe, Het vertrek van de Argonauten, Jupiter). Op het einde van zijn leven werd zijn stijl harder en schilderde hij melancholische figuren in de stijl van Rafaël (Sint-Jan en Sint-Bartholomeüs).

## Werken
Bekende werken van zijn hand zijn De standaarddrager, Scène van een Legende en Heilige Lucretia, die te zien zijn in de National Gallery of Art in Washington D.C..
- De drie tijdperken van de Mens, Metropolitan Museum, New York
- Sibyl, 1524-1525
- De steniging van de heilige Stefanus, ca. 1525
- Portret van een krijger
- De Heilige Maagd verschijnt aan Johannes de Doper en de evangelist Johannes
- De rust tijdens de vlucht naar Egypte
- Hekserij of de allegorie van Hercules
- Sacra Famiglia
- Circe of Melissa
- Circe en haar geliefden in een landschap
- Heiligen Johannes and Bartholomeus met donors, 1527

## Musea
De werken van Dosso Dossi zijn onder andere te zien in het:
- Hermitage in Sint-Petersburg
- J. Paul Getty Museum in Los Angeles
- Uffizi in Florence
- Galleria Borghese in Rome
- National Gallery in Londen